# Los Cedrales
Los Cedrales é um distrito do Paraguai localizado no departamento do Alto Paraná.

## Transporte
O município de Los Cedrales é servido pela seguinte rodovia:
- Avenida Monday que liga este município a Ciudad del Este. [1][2][3]